# Karl Müller (Politiker, 1873)
Karl Müller (* 16. Januar 1873 in Rügenwalde, Landkreis Schlawe; † 1953 in Lübeck; auch Carl Müller) war ein deutscher Politiker (SPD).

## Leben
Müller besuchte eine vierklassige Elementarschule und absolvierte im Anschluss eine Schlosserlehre, die er mit der Gesellenprüfung beendete. Er arbeitete bis 1905 als Maschinenschlossergeselle und betätigte sich daneben im Metallarbeiterverband, dessen Niederlassung er von 1895 bis 1905 in Hameln leitete. Von 1905 bis 1913 war er als Lagerhalter tätig und von 1913 bis 1933 fungierte er als Geschäftsführer des Hamelner Konsumvereins. Des Weiteren war er von 1903 bis 1933 Vorsitzender der AOK und von 1913 bis 1922 Beisitzer beim Versicherungsamt der Stadt Hameln.

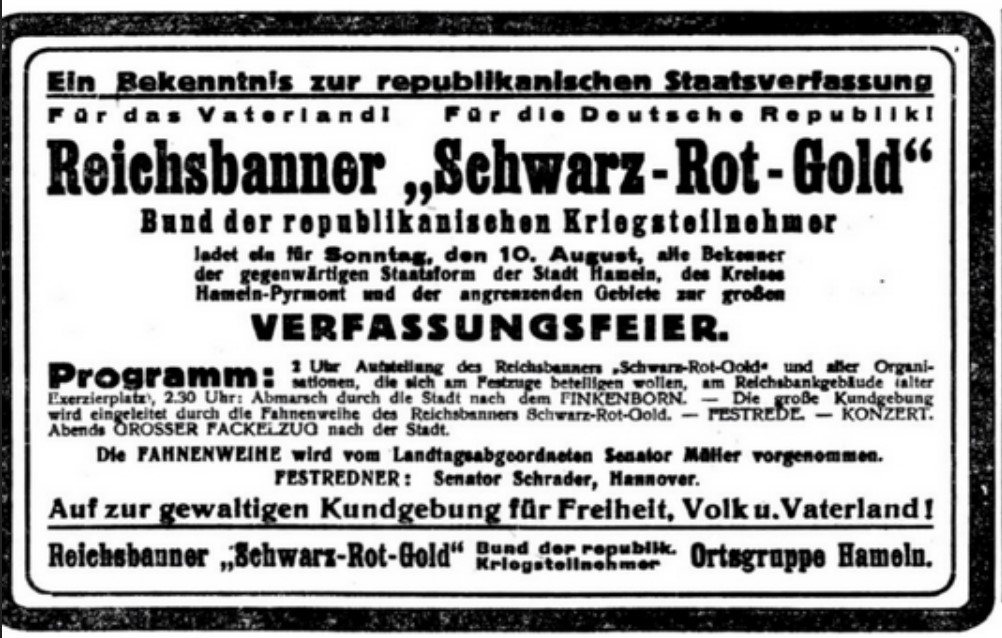
Aufruf Reichsbanner Schwarz-Rot-Gold zur Verfassungsfeier am 10. August 1924 in Hameln mit Fahnenweihe durch Karl Müller und Festredner Christian Schrader;
Deister- und Weserzeitung (DEWEZET) vom 9. August 1924

Müller trat 1895 in die SPD ein. Während der Novemberrevolution war er Vorsitzender des Arbeiter- und Soldatenrates in Hameln, wo er von 1918 bis 1933 als ehrenamtlicher Senator wirkte. Von 1919 bis zur Auflösung des Landkreises Hameln war er Kreistags- und Kreisausschussmitglied. Dem Provinziallandtag der Provinz Hannover gehörte er von 1919 bis 1925 an.
Müller war von 1919 bis 1921 Mitglied der Verfassunggebenden Preußischen Landesversammlung. Im Februar 1921 wurde er als Abgeordneter in den Preußischen Landtag gewählt, dem er ohne Unterbrechung bis 1932 angehörte. Im Parlament vertrat er den Wahlkreis 16 (Süd-Hannover).
Nach der Machtergreifung der Nationalsozialisten verlegte er im Mai 1933 seinen Wohnsitz nach Lübeck, wo er 20 Jahre später verstarb.